# Bostrodes tenuilinea
Bostrodes tenuilinea är en fjärilsart som beskrevs av W. Warren 1913. Bostrodes tenuilinea ingår i släktet Bostrodes och familjen nattflyn. Inga underarter finns listade i Catalogue of Life.